# إيفا أفيلا
إيفا أفيلا هي عارضة ومغنية كندية، ولدت في 25 فبراير 1987 في غاتينو في كندا.

## وصلات خارجية
- الموقع الرسمي
- إيفا أفيلا على موقع IMDb (الإنجليزية)
- إيفا أفيلا على موقع ميتاكريتيك (الإنجليزية)
- إيفا أفيلا على موقع ألو سيني (الفرنسية)
- إيفا أفيلا على موقع ميوزك برينز (الإنجليزية)
- إيفا أفيلا على موقع ديسكوغز (الإنجليزية)
- إيفا أفيلا على موقع قاعدة بيانات الفيلم (الإنجليزية)
- إيفا أفيلا على موقع كينوبويسك (الروسية)